# 하재숙
하재숙(1979년 1월 7일 ~ )은 대한민국의 배우이다.

## 출연 작품

### 드라마
- 2006년 SBS 월화드라마 《연애시대》 ... 프로레슬러 나유리 역
- 2006년 MBC 일일연속극 《얼마나 좋길래》 ... 동석 애인 지성 역
- 2006년 KBS2 단막극 《드라마시티-별은 빛나건만》 ... 강창숙 역
- 2007년 MBC every1 《조선 과학수사대 별순검》 ... 능검 역
- 2008년 KBS2 수목드라마 《태양의 여자》 ... 박용자 역
- 2009년 KBS2 주말연속극 《솔약국집 아들들》 ... 조미란 역
- 2010년 MBC 월화미니시리즈 《파스타》 ... 이희주 역
- 2011년 KBS2 주말연속극 《사랑을 믿어요》 ... 김철숙 역
- 2011년 SBS 드라마 스페셜 《보스를 지켜라》 ... 이명란 역
- 2011년 MBC 창사50주년 특별기획드라마 《빛과 그림자》 ... 이경숙 역
- 2012년 tvN 아침드라마 《노란 복수초》 ... 김영순 역
- 2013년 JTBC 주말드라마 《무자식 상팔자》 ... 선화 역(특별출연)
- 2013년 SBS 일일드라마 《잘 키운 딸 하나》 ... 장하명 역
- 2013년 SBS 특별기획 《세 번 결혼하는 여자》 ... 허당 점쟁이 역 (특별출연)
- 2014년 KBS2 단막극 《KBS 드라마 스페셜 - 부정주차》 ... 오말숙 역
- 2014년 SBS 특별기획 《미녀의 탄생》 ... 사금란 역
- 2015년 SBS 특별기획 《내마음 반짝반짝》 ... 천은비 역
- 2016년 KBS2 월화드라마 《뷰티풀 마인드》 ... 장문경 역
- 2016년 KBS2 수목드라마 《공항 가는 길》 ... 이현주 역
- 2016년 MBC 특별기획 주말드라마 《아버님 제가 모실게요》 ... 조 작가 역 (특별출연)
- 2017년 SBS 특별기획 《브라보 마이 라이프》 ... 이영희 역
- 2018년 SBS 월화드라마 《키스 먼저 할까요》
- 2018년 SBS 특별기획 《착한마녀전》 ... 허민지 역 (특별출연)
- 2019년 SBS 드라마스페셜 《절대 그이》 ... 여웅 역
- 2019년 KBS2 월화드라마 《퍼퓸》 ... 민재희 역
- 2020년 KBS2 단막극 《KBS 드라마 스페셜 - 그곳에 두고 온 라일락》 ... 현쑥 역
- 2021년 KBS2 주말연속극 《오케이 광자매》 ... 신마리아 역
- 2025년 웹드라마 《탐정 구해주》 ... 구해주 역

### 영화
- 2010년 《집》 ... 희주 목소리 역
- 2012년 《미쓰GO》 ... 영심 역
- 2014년 《플랜맨》 ... 무기력녀 역
- 2016년 《국가대표 2》 ... 고영자 역
- 2019년 《기방도령》 ... 중년 알순 역

### 뮤지컬·연극
- 2000년 뮤지컬 《과거를 묻지 마세요》
- 2001년 연극 《신춘문예해외단막선》, 《성서문화대전》, 《퀸에스더》
- 2002년 연극 《투란도트》
- 2003년 뮤지컬 《송산야화》
- 2004년 뮤지컬 《터널》, 《빠담빠담빠담》
- 2005년 연극 《막판에 뜨는 사나이》, 《뉴보잉보잉》, 《안내놔못내놔》
- 2006년 연극 《굿바디》
- 2008년 뮤지컬 《줌데렐라》

### 예능
- 2015년 SBS 《주먹쥐고 소림사》
- 2016년 SBS 《백종원의 3대 천왕》
- 2017년 E채널 《너에게 나를 보낸다》
- 2019년 MBC 《구해줘! 홈즈》
- 2020년 SBS 《동상이몽 2 - 너는 내 운명》
- 2021년 KBS2 《옥탑방의 문제아들》
- 2021년 KBS Joy 《썰바이벌》

### 기타
- 2019년 EBS1 《세상에 나쁜 개는 없다》

## 수상 및 후보
| 연도 | 시상식       | 부문                       | 작품 | 결과 |
| ---- | ------------ | -------------------------- | ---- | ---- |
| 2019 | KBS 연기대상 | 미니시리즈부문 여자 조연상 | 퍼퓸 | 수상 |

## 자격 사항
- 동력수상레저기구 조종면허 2급 취득